# Селсу-Рамус
Селсу-Рамус (порт. Celso Ramos) — муниципалитет в Бразилии, входит в штат Санта-Катарина. Составная часть мезорегиона Серрана. Входит в экономико-статистический микрорегион Кампус-ди-Лажис. Население составляет 2391 человек на 2006 год. Занимает площадь 207,409 км². Плотность населения — 11,5 чел./км².

## Статистика
- Валовой внутренний продукт на 2003 составляет 17.699.494,00 реалов (данные: Бразильский институт географии и статистики).
- Валовой внутренний продукт на душу населения на 2003 составляет 6.810,12 реалов (данные: Бразильский институт географии и статистики).
- Индекс развития человеческого потенциала на 2000 составляет 0,762 (данные: Программа развития ООН).